# Via del Campidoglio
Via del Campidoglio è una via del centro storico di Firenze, situata tra l'incrocio di via de' Brunelleschi e Via de' Tosinghi e quello con via de' Pescioni e via de' Corsi. Vi si innesta circa a metà via de' Vecchietti.

## Storia

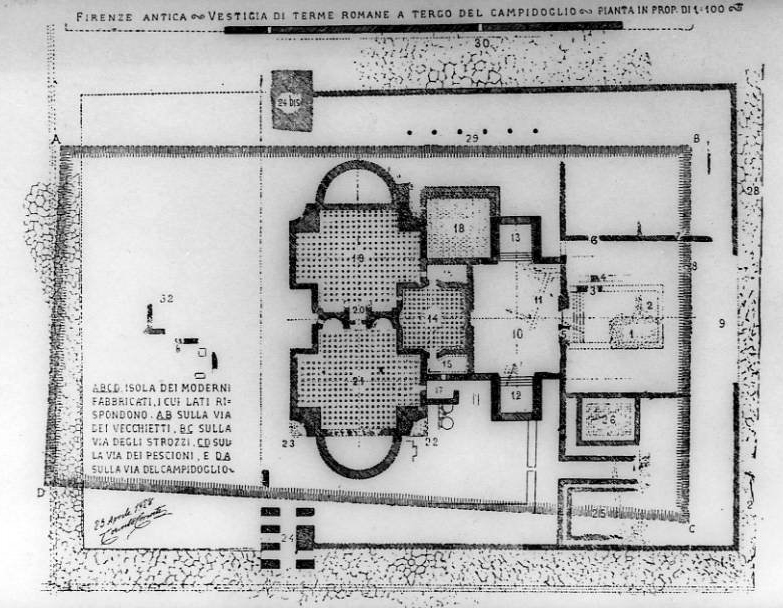
Corinto Corinti, rilievo delle Terme romane nell'isolato tra le vie del Campidoglio, de' Vecchietti, degli Strozzi e de' Pescioni

La strada, assieme a via del Capaccio e via delle Terme, è una delle poche che in città che ricordi edifici del periodo antico, quando Florentia fu una città romana. Il Campidoglio vero e proprio della città, cioè il tempio dedicato alla Triade Capitolina, si trovava all'estremità ovest del foro romano, in corrispondenza oggi dell'arcone di piazza della Repubblica. Assorbito dalla città medievale, ne restò sempre traccia nel nome della chiesa di Santa Maria in Campidoglio, costruita nell'alto medioevo in un vano ai piedi del vero e proprio tempio Capitolino del foro romano di Florentia, e nel vicolo del Campidoglio che costeggiava la chiesa a nord. Tracce di queste costruzioni antiche vennero rinvenute al tempo del "Risanamento" della zona del Mercato Vecchio, e una volta ridisegnata la griglia ortogonale delle strade, con i nuovi edifici sorti appositamente, si decise di dedicare questo tratto al vetusto monumento romano, sebbene la strada si trovi più a nord del sito originario. Tutt'al più in questa zona della città romana si trovavano le terme Capitoline, alle spalle del foro, di cui vennero trovate significative tracce nell'isolato tra via del Campidoglio, via de' Vecchietti, via degli Strozzi e via dei Pescioni.
La strada attuale quindi non si trova neanche dove sorsero la chiesa e il vicolo del Campidoglio, ma piuttosto si può identificarla con due strade che si dipanavano, più strette e irregolari, su questo sito, e che nel tempo ebbero svariati nomi. La prima, corrispondente al tratto più a est, andava dalla piazza di San Leo (o dei Brunelleschi), ed era stata detta via del Refe Nero (dal nome di un rubusto filato di lino che qui si doveva vendere e che era usato soprattutto per cucire il cuoio) o via degli Arrigucci o degli Alfieri Strinati (dai nomi di famiglie che in questi paraggi ebbero le case).

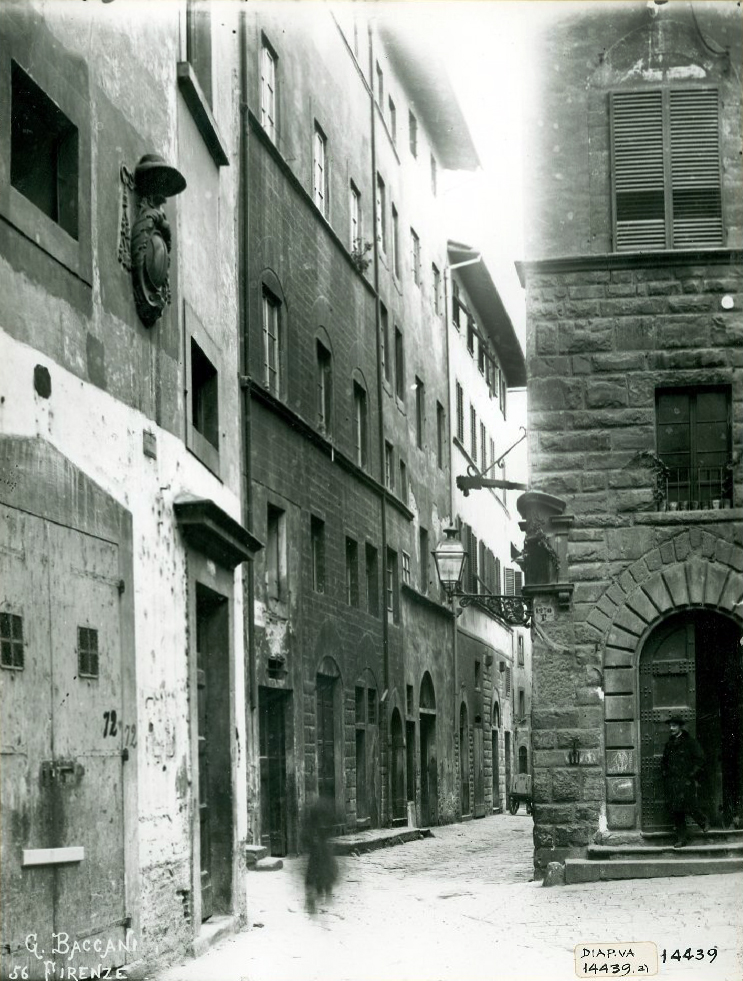
Incrocio tra piazza Brunelleschi e via del Refe Nero in una foto degli anni 1880

Passata la via dei Vecchietti o degli Agli, la strada si chiamò via degli Zuffanelli (evidentemente con qualche riferimento agli zolfanelli che qui si sarebbero potuti acquistare), o dei Teri o della Vergine Maria de' Teri, dal nome di una famiglia e di un grande tabernacolo mariano che qui si trovava, quasi in angolo con la via dei Pescioni.
Il nome attuale venne deliberato dalla Giunta comunale il 4 agosto 1893.

## Descrizione

### Preesistenze
Via del Refe Nero iniziava presso la chiesa di San Leo, costeggiando a destra il palazzo Brunelleschi Arrigucci e a sinistra un edificio con uno stemma vescovile con scudo palato, da alcuni interpretato come un ridattamento di uno stemma della Badia fiorentina, messo in occasione di un passaggio di proprietà dell'edificio o comunque di un beneficio ottenuto da un qualche prelato. Lo stemma esiste ancora oggi, conservato nel lapidario del Museo di San Marco. Il tabernacolo posto a questo incrocio, sul palazzo Brunelleschi Arrigucci, conteneva una Madonna col Bambino in stucco databile al 1420-1440 circa oggi al Museo Bardini, mentre la cornice in pietra venne successivamente rimontata in zona Le Cure, all'angolo tra via Lungo il Mugnone e il largo Zoli, presso la chiesa di Santa Maria della Tosse. Nel catasto del 1427 le case di questo tratto appartenevano agli Arrigucci, agli Zampini, ai Rinaldi e alla consorteria degli Agli.
Nel tratto di via degli Zuffanelli o dei Teri vi erano le case della famiglia Teri, su entrambi i lati e anche lungo il vicolo dei Vecchietti che dal lato meridionale portava zigzagando alla piazza di San Donato dei Vecchietti, e degli Agli e loro consorti, sulla prima parte del lato settentrionale, con prospetto frontale su piazza degli Agli. Nessuna delle case dei Teri poteva essere considerate un palazzo, ma esse erano riccamente decorate, a giudicare dai numerosi frammenti di affreschi a tema geometrico e profano che furono rinvenuti durante le demolizioni e che oggi sono custoditi nel Museo di San Marco. Registrò Carocci, in particolare, che la casa d'angolo con via dei Pescioni era decorata in tutte le stanze per tre piani, con motivi di vaio, fregi di vario genere, finti arazzi sostenuti da aste, stuffati, meandri, motivi vegetali e scudi. Davanti a questa casa di trovava il grande tabernacolo dei Teri, di cui si conservano i frammenti divisi in diversi luoghi, e che dava uno dei nomi con cui questa strada era conosciuta. 

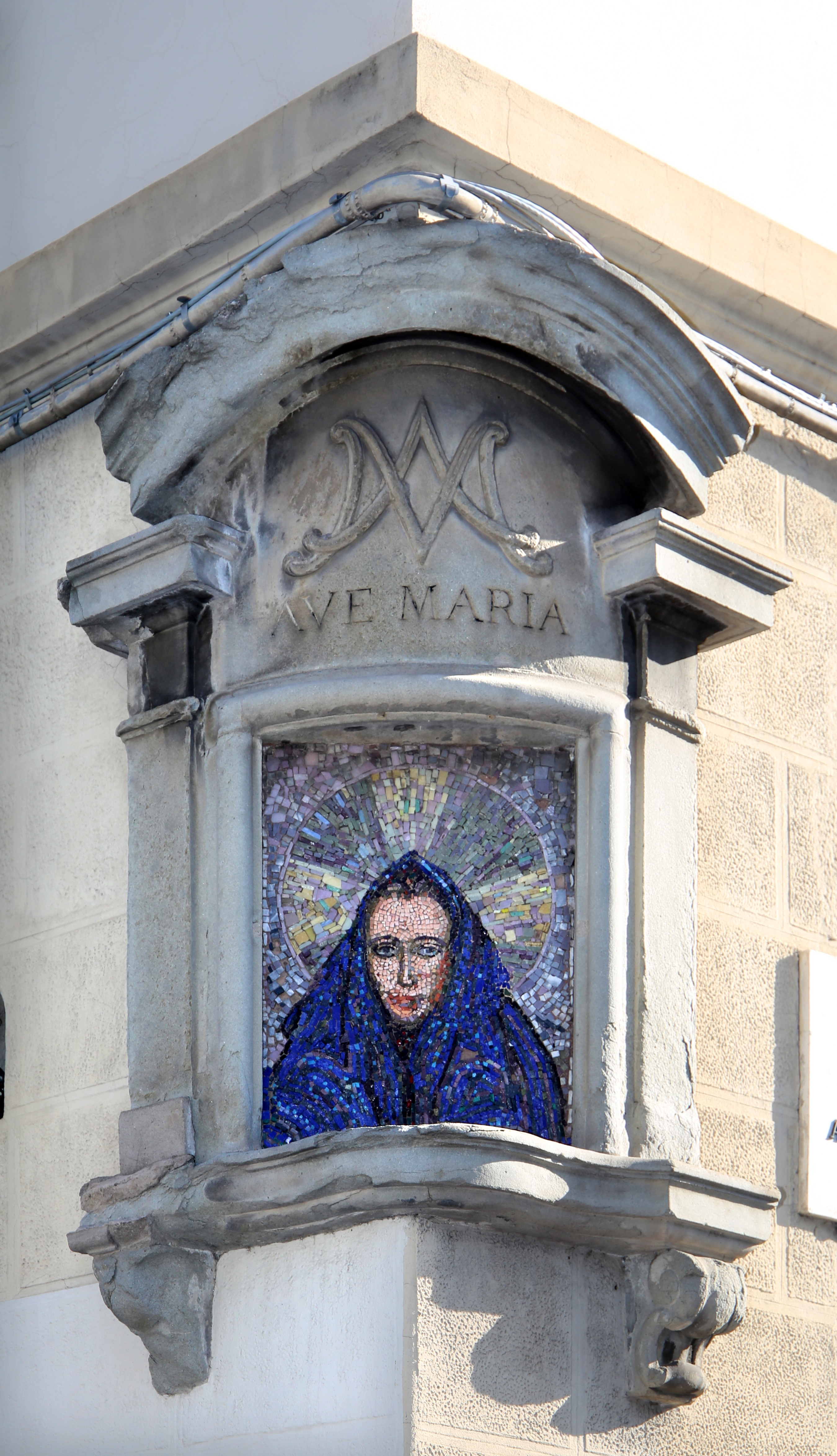
Il tabernacolo di via del Refe Nero, oggi rimontato in largo Zoli
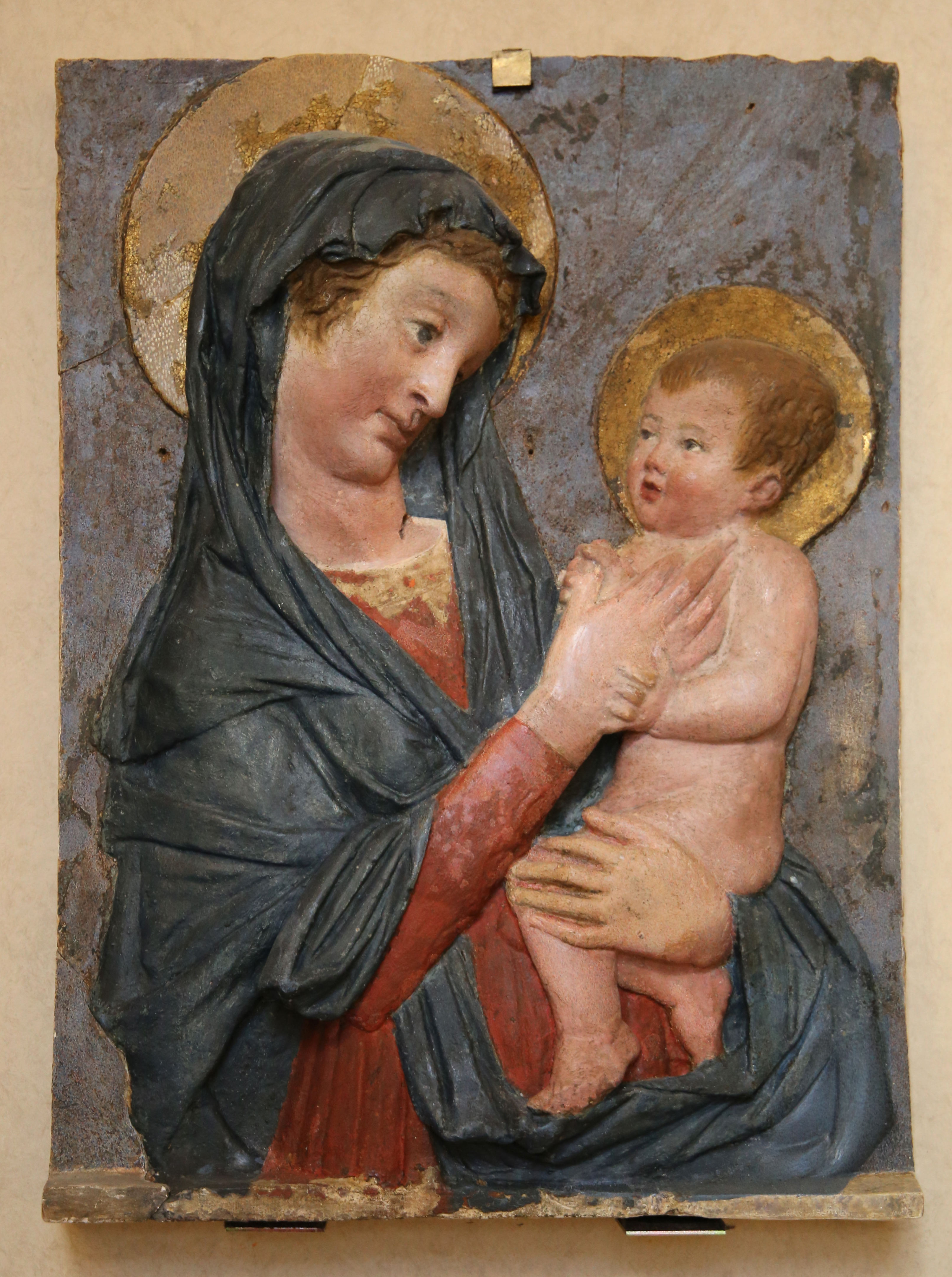
Scuola fiorentina, Madonna col Bambino, 1420-40 circa, dal tabernacolo già tra piazza Brunelleschi e via del Refe Nero
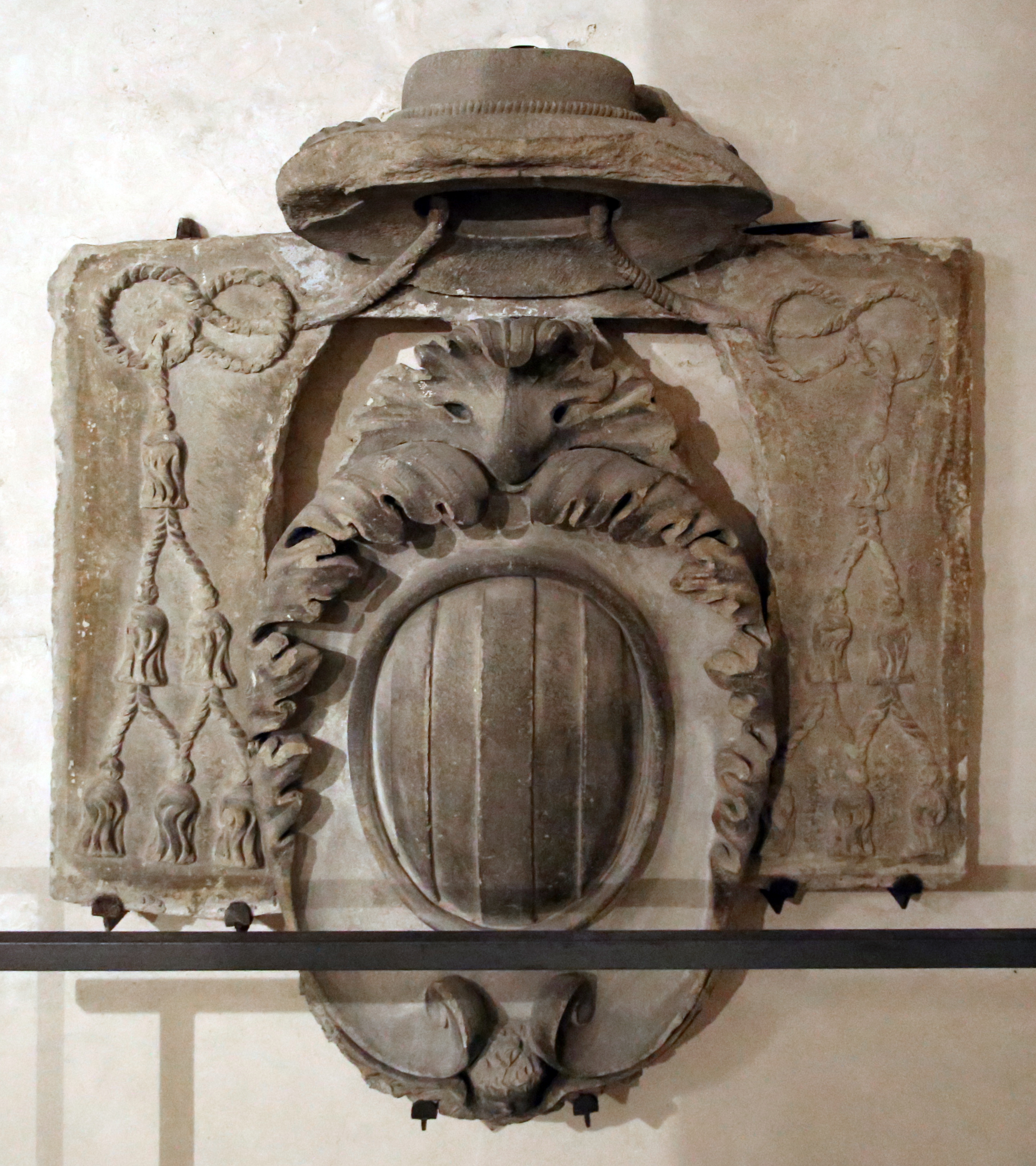
Lo stemma vescovile da piazza Brunelleschi
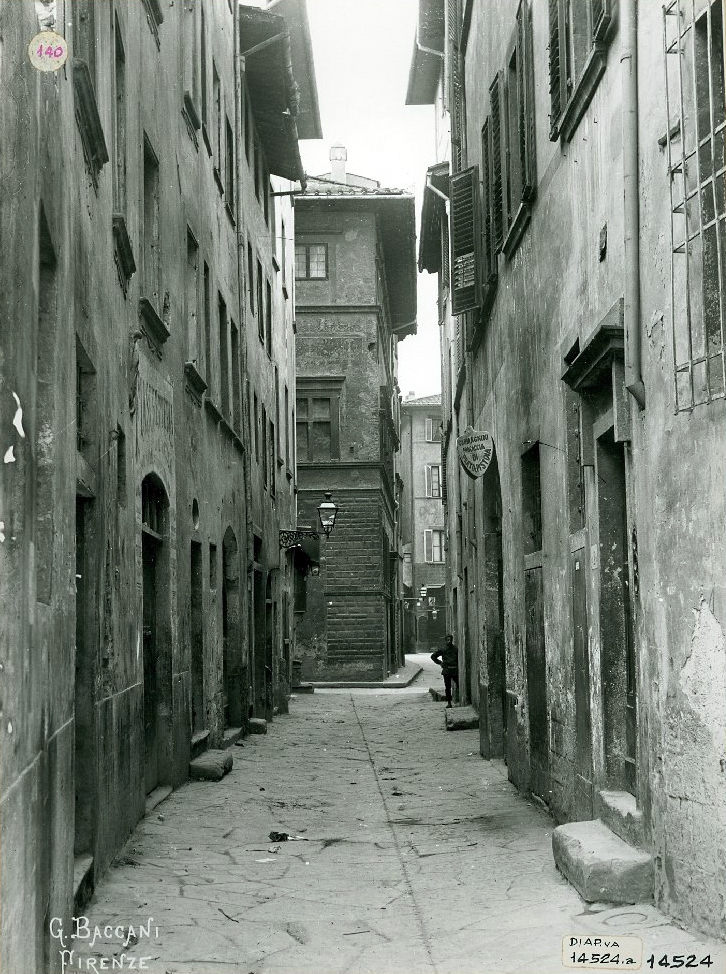
Via dei Teri verso palazzo Sertini
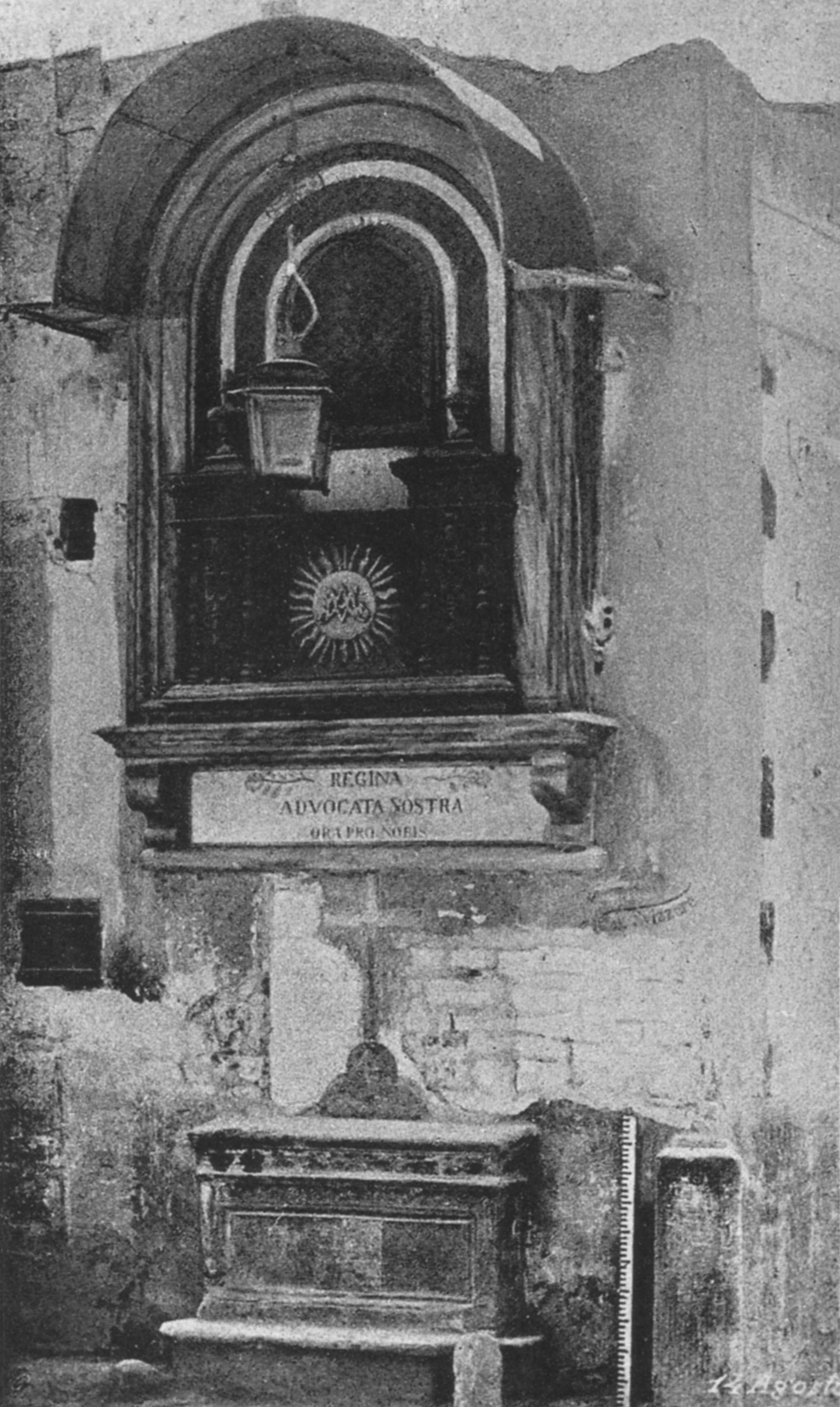
Il tabernacolo dei Teri
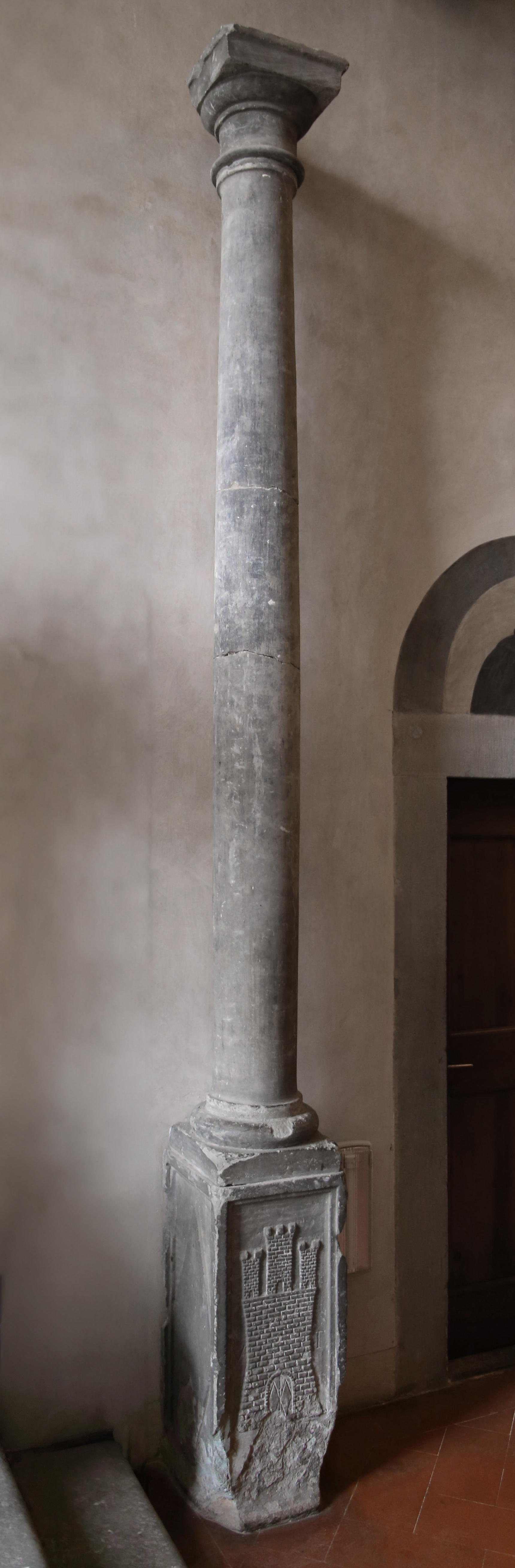
Colonna da una casa dei Teri, con basamento con stemma Teri, XVI secolo
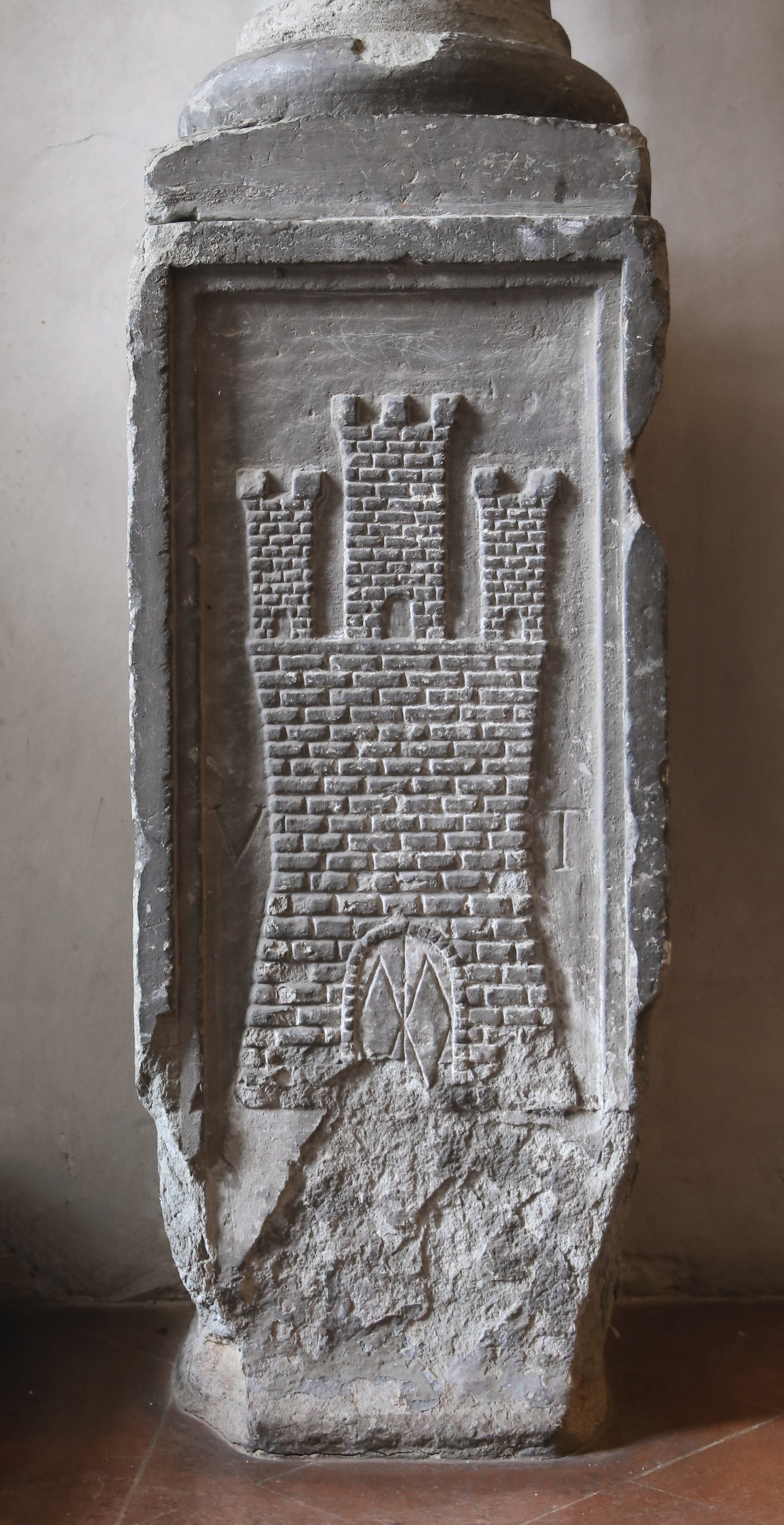
Vasamento con stemma Teri e iniziali VT, XVI secolo

### Edifici
Sulla strada si affacciano oggi i fronti secondari di vari edifici, che spaziano dal rinascimentale palazzo Ricci Altoviti al modernista palazzo Pola e Todescan.
| Immagine | N°     | Nome                      | Descrizione |
| -------- | ------ | ------------------------- | --- |
|          | 2      | Palazzo Pola e Todescan   | L'edificio fu eretto tra il 1901 e il 1903 su progetto dell'architetto Giovanni Paciarelli, nella fase finale di ricostruzione della zona. All'origine il palazzo ospitava i "Grandi Magazzini, all'industria inglese, Pola e Todescan" (dai quali la denominazione corrente), specializzati nella vendita di articoli a buon mercato. L'insieme, decisamente monumentale, si caratterizza rispetto agli altri edifici circostanti realizzati negli anni immediatamente precedenti, per una chiara adesione alle nuove proposte moderniste, almeno per quanto riguarda l'apparato decorativo che si avvale di sculture, fregi in ceramica colorata (opera della manifattura Cantagalli) e lavori in ferro battuto (delle Officine Michelucci di Pistoia). |
|          | 1r-17r | Ex-Gambrinus              | Dell'edificio originario rimane attualmente solo l'avancorpo che guarda a via de' Brunelleschi, costituito da un porticato a tre archi che segue quello del grande edificio con arcone. Originariamente la struttura dava accesso ed era parte integrante del Caffè Gambrinus Halle, realizzato su progetto dell'architetto Giacomo Roster, inaugurato nel 1894 e costituito da un ristorante, terrazza panoramica sul tetto, un giardino d'inverno e sale da biliardo. Acquistato dall'imprenditore Vittorio Furlan, fu interessato da lavori che trasformarono buona parte della superficie in sala di proiezioni: il nuovo locale fu inaugurato nell'aprile del 1922 come cinema Centrale Gambrinus. Ristrutturato nel 1948 e nel 1951, cessò l'attività nel 2007. Dopo lavori di adattamento è diventato sede dell'Hard Rock Cafe di Firenze, dal 2011. Gli spazi interni conservano sostanzialmente la distribuzione legata all'ultimo intervento sul cinema, con un intelligente recupero degli stessi elementi decorativi e d'arredo (soffitti in stucco, pannelli, lampadari) ora inseriti scenograficamente nel nuovo locale. |
|          | 4      | Palazzo Ricci-Altoviti    | L'edificio risulta definito come palazzo nel 1538, su committenza dei Ricci, nel luogo dove in antico erano alcune case già degli Agli, incorporando nel nuovo edificio la torre di quest'ultima famiglia. Passato agli Altoviti, di quel ramo riammesso in città dopo l'esilio di Bindo Altoviti, il palazzo fu ingrandito con le proprietà confinanti dei Panciatichi e degli Arrigucci, fino all'estinzione del casato nel 1853, quando tutte le proprietà passarono a Luca Medici Tornaquinci, a cui successero infine i Rosselli Del Turco. Il palazzo fu solo parzialmente interessato dagli interventi di rinnovamento e riconfigurazione dei fronti attuati nel periodo del risanamento dell'antico centro fiorentino, di modo che i lavori documentati al 1895 furono di restauro e di integrazione di una costruzione che ancora manteneva e mantiene caratteri sostanzialmente cinquecenteschi. La parte più rimaneggiata fu quella lungo via del Campidoglio, che venne restaurata con un aspetto borghese, fatto di cinque assi per tre piani sopraelevati, con finestre evidenziate da cornici e da due marcadavanzali. |
|          | 19     | Palazzo del Banco di Roma | L'edificio, di grande estensione (tre piani per otto assi su via de' Vecchietti, gli ultimi tre con disegno autonomo che ripropone la tipologia propria dei villini della seconda metà dell'Ottocento), sorge nell'area dove insistevano case dei Vecchietti e dei Tieri, separate dal vicolo della volta dei Vecchietti. Il nuovo palazzo fu costruito a seguito della loro demolizione e dell'allargamento delle vie prospicienti, inizialmente destinato ad uso di abitazione privata signorile, quindi acquistato negli anni venti del Novecento dal Banco di Roma. A questo cambio di destinazione si deve la soprelevazione del terzo piano, che mostra forme semplificate rispetto ai primi due. Secondo il repertorio di Bargellini e Guarnieri si tratterebbe di un'opera di Giuseppe Poggi; più probabilmente, come suggerito da Marcello Jacorossi è da reputare tra le molte costruzioni in stile neorinascimentale che ne riecheggiano la lezione. Attorno al 2016 l'edificio è stato acquisito dal Gruppo Starhotels quale ampliamento dell'Hotel Helvetia & Bristol, che ha condotto un ampio e necessario cantiere di restauro, visto il precario stato di conservazione dell'insieme, su progetto di Genius Loci Architettura e con il coinvolgimento per il restyling degli spazi interni di Anouska Hempel. Al terreno si susseguono pilastri bugnati e aperture rettangolari, mentre al piano nobile sono cornici ad arco semicircolare che inquadrano le finestre, ugualmente centinate. Al piano terra nel 2021 ha aperto una pasticceria di Iginio Massari. |
|          | 6      | Palazzo Vieusseux         | L'edificio fu eretto a seguito della demolizione tardo ottocentesca degli antichi edifici dell'area, nell'ambito del progetto di risanamento del vecchio centro cittadino. Come documentano i disegni conservati presso l'Archivio Storico del Comune di Firenze è opera databile al 1897, realizzata su committenza della famiglia Vieusseux su progetto dell'ingegnere e architetto Emilio Biondi. Sul monumentale portone su via Vecchietti è, a ricordare il più famoso membro della famiglia proprietaria, un busto di Giovanni Pietro Vieusseux. Attualmente il fabbricato ospita uffici del gruppo Fineco (precedentemente UniCredit). |